# 申振先
申 振先（しん しんせん、1896年〈光緒22年〉7月 – 没年不詳）は、中華民国・満洲国の官僚。別号は虎臣。

## 事績
北京大学法科を卒業。三河、懐安、洮南の各県長を歴任する。その後、熱河省教育庁長、竜江省実業庁長、奉天省参事官、同省民生庁長を歴任した。1942年（康徳9年）9月28日、竜江省長に起用され、満洲国崩壊まで在任した。
満洲国崩壊後における申振先の行方は不詳となっている。